# 石棉金粟兰
石棉金粟兰（学名：Chloranthus holostegius var. shimianensis）为金粟兰科金粟兰属下的一个变种。

## 扩展阅读
- 維基物種上的相關：石棉金粟兰